# Cibeber (Cikalong)
Cibeber is een bestuurslaag in het regentschap Tasikmalaya van de provincie West-Java, Indonesië. Cibeber telt 7228 inwoners (volkstelling 2010).